# Кроатіна

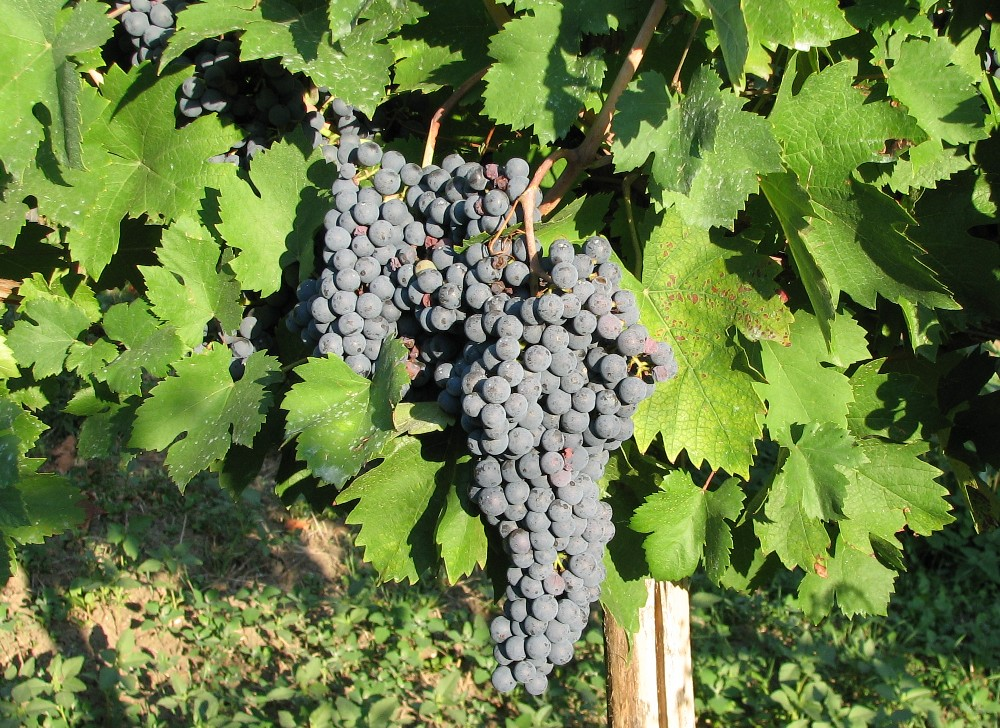
Кущ кроатіни

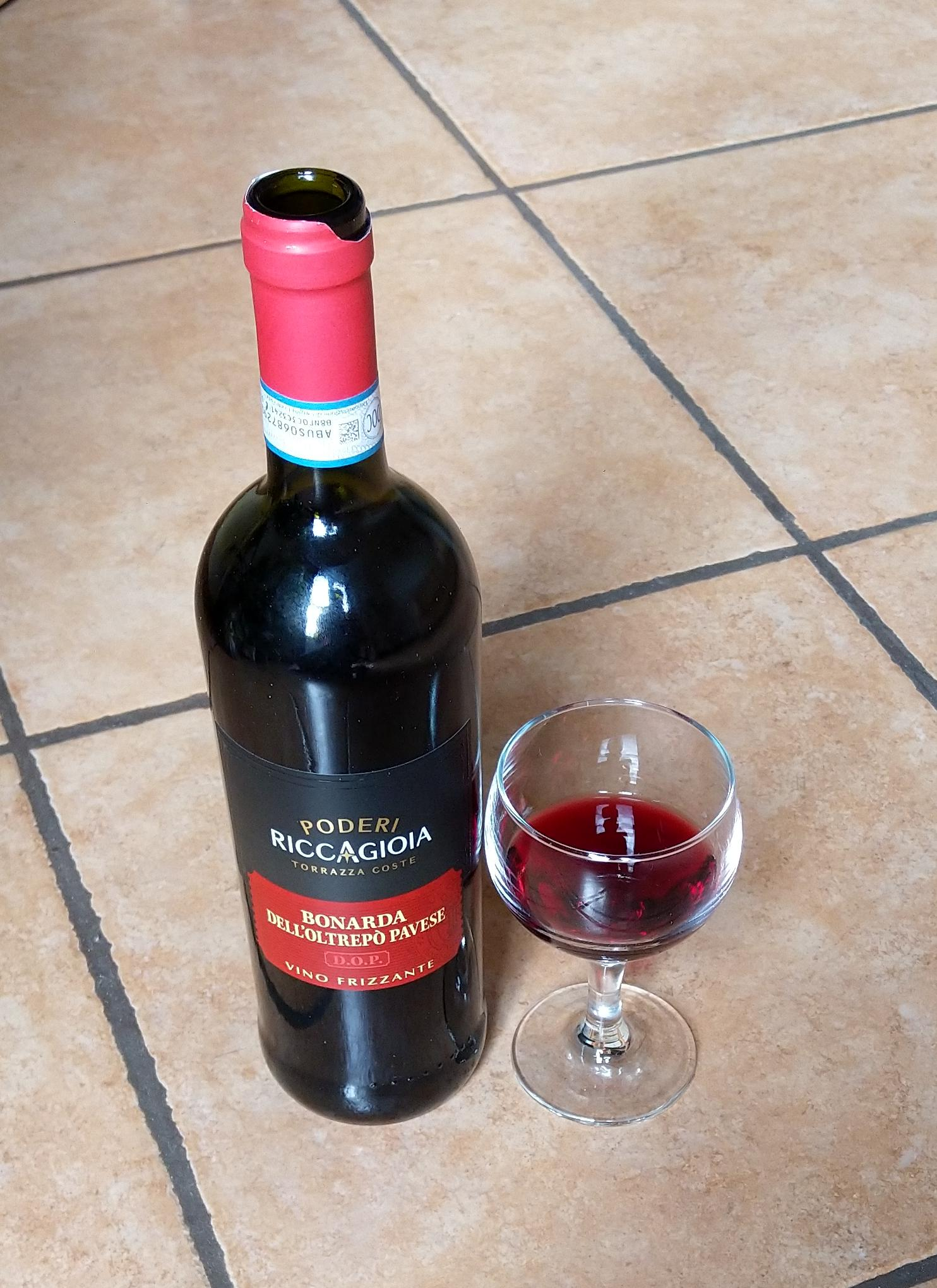
Вино з винограду кроатіна

Кроатіна (італ. Croatina) — технічний сорт червоного винограду.

## Географія сорту
Основні площі виноградників зосереджені у регіоні Ломбардія, зокрема у виноробному регіоні Ольтрепо Павезе. Також вирощується у П'ємонті та Емілія-Романья. Невеликі площі є у Венето.

## Характеристики сорту
Суцвіття велике, конічне, «крилате». Квітка грушоподібна, майже куляста, середнього розміру, двостатева. Віночок зеленого кольору. Лист середнього розміру, п'ятикутний, довжина більша ніж ширина. П'ятилопатевий або трилопатевий (поширеність п'ятилопатевих листків більше у клонів з району Новари, трилопатевих листків у клонів з району Павезе). Гроно промислової стиглості велике (20-25 см), конічне, «крилате», середньої компактності або компактне. Квітконос середньої довжини (близько третини довжини грона), напівздерев'янілий, досить великий, добре помітний. Середньо-короткі квітконіжки. Ягода середнього розміру, сфероїдна або помітно еліпсоїдна. Шкірка вкрита шаром кутину синього кольору, досить товста. Соковита м'якоть, з простим смаком, сік безбарвний. Виноградні кісточки зазвичай по дві на виноград, досить невеликі, зі злегка витягнутим і злегка загостреним «дзьобом». Ягоди без кісточок відсутні. Пізньостиглий сорт, дозріває в кінці першої декади жовтня. Врожайність висока, але не стабільна.

## Характеристики вина
З кроатіни виробляють сухі вина, як сортові, так і купажні. Також виробляються ігристі вина (італ. frizzante). Сортове вино має невисокий вміст танінів, смак та аромат червоних фруктів.

## Синоніми
Кроатіну часто називають «бонарда», оскільки це основний сорт у виноробній зоні італ. Oltrepò Pavese Bonarda DOC. Але такий синонім часто викликає плутанину, оскільки бонарда це зовсім інший сорт винограду, який вирощується в інших виноробних зонах. Кроатіна також має багато інших синонімів італ. Crovattina, Croattina, Croata, Crovattino, Croatino, Crovalino, Crovettina тощо.

## Виноробні зони
Кроатіна використовується у наступних виноробних зонах:
Емілія-Романья
італ. Colli di Parma 25 % — 40 % винограду у купажі
італ. Colli di Scandiano e di Canossa 0 % — 15 %
італ. Colli Piacentini (Gutturnio) 30 % — 45 %
Ломбардія
італ. Oltrepò Pavese 25 % — 65 %
італ. Oltrepò Pavese Bonarda 85 % — 100 %
італ. San Colombano al Lambro 30 % — 45 %
П'ємонт
італ. Colli Tortonesi — зазвичай моносортові вина
італ. Bramaterra 20 % — 30 %
італ. Cisterna d'Asti 80 % — 100 %
італ. Colline Novaresi 0 % — 30 %
італ. Colline Novaresi Croatina 85 % — 100 %
італ. Coste della Sesia rosso може використовуватись 50 %
італ. Coste della Sesia Croatina 85 % — 100 %
Венето
італ. Amarone 0 % — 5 %